# 1364
1364 је била преступна година.

## Догађаји
- 12. мај — Пољски краљ Казимир III је издао краљевску повељу, којом је основан Јагелонски универзитет, најстарији у држави.
- 29. септембар — Битка код Ореја

## Смрти
- 8. април —Јован II Добри, француски краљ (*1319)